# 赤い仔馬 (映画)
『赤い仔馬』（あかいこうま、The Red Pony）は、ジョン・スタインベックの1937年の小説『赤い小馬』を原作とし、ロバート・トッテンが監督・共同脚本を務めた1973年のアメリカのテレビドラマ・西部劇映画である。この映画にはヘンリー・フォンダ、モーリン・オハラ、ベン・ジョンソン、ジャック・エラムが出演している 。

## 設定
クリント・ハワードが演じる少年は、 生まれたばかりの子馬にとても愛着を持つようになる。

## 配役
- ヘンリー・フォンダ (カール・ティフリン役)
- モーリン・オハラ （ルース・ティフリン役）
- ベン・ジョンソン （ジェス・テイラー役）
- ジャック・エラム (祖父役)
- クリント・ハワード (ジョディ・ティフリン役)
- ヒターノ役のジュリアン・リベロ
- ロイ・ジェンソン(トビー役)
- リュー・ドレスラー（ディアリー役）
- リチャード・ジャッケル（ジェームズ・クレイトン役
- ウディ・チャンブリス（オーヴィル・フライ役）
- リンク・ワイラー（ソニー・フライ役）
- ウォーレン・ダグラス（バートン役）
- ランス・ハワード（保安官ビル・スミス役）

## 受賞歴

### 受賞
- エミー賞: 映画音響編集における優れた業績 - デビッド・マーシャル (音響編集者)、フレッド・J・ブラウン(音響編集者)、ロス・テイラー (音響編集者) -　National Broadcasting Company、1973 年
- エミー賞: 音楽作曲における優れた業績 -ジェリー・ゴールドスミス- NBC; 1973 年。